# هلوبوکه ماشووکی
هلوبوکه ماشووکی (به چکی: Hluboké Mašůvky) یک منطقهٔ مسکونی در جمهوری چک است که در ناحیه زنویمو واقع شده‌است. هلوبوکه ماشووکی ۱۲٫۸۳ کیلومتر مربع مساحت و ۷۰۳ نفر جمعیت دارد و ۲۹۸ متر بالاتر از سطح دریا واقع شده‌است.